# Старый Дроков
Ста́рый Дро́ков — деревня в составе Нивнянского сельского поселения Суражского района Брянской области России.
Население на 2013 год — 54 человека. Расположена на правом берегу реки Ипути в 3 км от Нового Дрокова.

## История
Первое письменное упоминание о Дрокове как о «киевском городе» находится в «Списке русских городов дальних и близких» конца XIV в. В XII—XV веках город входил в состав Мстиславского княжества, вместе с которым он был захвачен Великим княжеством Литовским. После упразднения Мстиславского княжества Дроков стал центром волости Виленского воеводства.
В ходе русско-литовской войны 1500—1503 годов Дроков был взят русскими войсками. В 1542 году на переговорах рассматривалась возможность его возвращения Литве в обмен на русских пленников.
В начале XVII века Дроков вновь вошёл в состав Великого княжества Литовского, что было подтверждено Деулинским перемирием 1618 года. Он вошёл в состав Стародубского уезда Смоленского воеводства. В середине XVII века Дроков упоминается как городок, в котором действовала Пречистенская церковь. В началом русско-польской войны 1654—1667 годов Дроков был вновь взят русскими войсками. В битве под Дроковом 1664 года был разгромлен арьергард отступающего литовского войска.
По Андрусовскому перемирию 1667 года Дроков сперва стал центром сотни Стародубского полка. Вскоре Дроковскую сотню присоединили к Мглинской. В XVIII веке Старый Дроков утратил церковь и начал считаться деревней. В разные времена им владели Есимонтовские, Искрицкие, Чернявские и другие.
В 1782 году Старый Дроков вошёл в состав Суражского уезда Черниговской губернии (с 1861 года — в составе Новодроковской волости).
В 1921—1929 годах Старый Дроков входил в состав Клинцовского уезда, с 1929 года — в Суражском районе.

## Население
- 430 человек (1901),
- 54 человек (2013).
- Будет упразднена как фактически не существующая в связи с переселением всех жителей на постоянное место жительства в другие населённые пункты.

## Достопримечательности
В Старом Дрокове сохранилось городище размерами 50 × 40 метров, укреплённое 2 валами и рвом. Мощность культурного слоя 0,6 метров. В нём встречается керамика юхновской культуры раннего железного века и Древней Руси. К городищу примыкает селище площадью около 0,5 га с материалами времён Древней Руси.

### Утраченное наследие
- Церковь Пречистой Богородицы (XVII в.)